# Pawieł Rybałko
Paweł Siemionowicz Rybałko, ros. Павел Семёнович Рыбалко (ur. 23 października?/4 listopada 1894 we wsi Mały Istorop na Ukrainie, zm. 19 lutego 1948 w Moskwie) – radziecki dowódca wojskowy, ostatni attaché wojskowy ZSRR w II Rzeczypospolitej (1937–1939), attaché wojskowy ZSRR w Chinach (1939–1940), marszałek wojsk pancernych, głównodowodzący wojskami pancernymi i zmechanizowanymi Armii Czerwonej, dwukrotny Bohater Związku Radzieckiego (1943, 1945), deputowany do Rady Najwyższej ZSRR 2. kadencji (1946–1948).

## Życiorys
Urodził się 4 listopada 1894 we wsi Mały Istorop k. miasta Sumy w guberni charkowskiej w rodzinie robotniczej. W wieku 13 lat rozpoczął pracę w cukrowni, a następnie był praktykantem tokarza, jednocześnie uczęszczał do szkoły.
W 1914 otrzymał powołanie do wojska i uczestniczył w I wojnie światowej. Po wybuchu rewolucji październikowej wstąpił do Gwardii Czerwonej; od 1919 w Armii Czerwonej. Był zastępcą dowódcy jednostki partyzanckiej podczas okupacji Ukrainy przez wojska niemieckie w 1918. Od 1919 członek RKP(b). Uczestniczył w wojnie domowej w Rosji, walczył w 1 Armii Konnej Siemiona Budionnego podczas wojny polsko-bolszewickiej w 1920.
W 1934 ukończył Akademię Wojskową im. Michaiła Frunzego w Moskwie. W latach 1937–1939 był ostatnim attaché wojskowym ZSRR w II Rzeczypospolitej, a w latach 1939–1940 attaché wojskowym ZSRR w Chinach.
W 1942 był dowódcą 5 Armii Pancernej, w latach 1942–1943 dowodził 3 Armią Pancerną, a w latach 1943–1946 3 Gwardyjską Armią Pancerną, z którymi walczył na Frontach: Briańskim, Południowo-Zachodnim, Centralnym, Woroneskim, 1 Białoruskim i 1 Ukraińskim. Brał udział w wielu działaniach bojowych, w tym zaczepnych w rejonie Kijowa, Żytomierza, Proskurowa, Lwowa, Berlina, Drezna i Pragi.
W 1945 został mianowany marszałkiem wojsk pancernych. Od 1947 był głównodowodzącym wojskami pancernymi i zmechanizowanymi ZSRR.
W latach 1946–1948 był deputowanym do Rady Najwyższej ZSRR 2. kadencji.
Zmarł po długiej chorobie 19 lutego 1948 w Moskwie. Został pochowany na Cmentarzu Nowodziewiczym, a na jego grobie wzniesiono pomnik. Pomnik upamiętniający marsz. Pawła Rybałki znajduje się również w Moskwie na ulicy jego imienia oraz w Pradze.
W 1984 z okazji 90. rocznicy urodzin Pawła Rybałki Ministerstwo Łączności ZSRR wydało okolicznościową kartę pocztową z oryginalnym znaczkiem pocztowym.

## Awanse
- generał major wojsk pancernych – 4 czerwca 1940
- generał porucznik wojsk pancernych – 18 stycznia 1943
- generał pułkownik wojsk pancernych – 30 grudnia 1943
- marszałek wojsk pancernych – 1 czerwca 1945[1]

## Ordery i odznaczenia
- Medal „Złota Gwiazda” Bohatera Związku Radzieckiego – dwukrotnie (17 listopada 1943, 6 kwietnia 1945)
- Order Lenina – dwukrotnie
- Order Czerwonego Sztandaru – dwukrotnie
- Order Suworowa I klasy – trzykrotnie
- Order Kutuzowa I klasy
- Order Bohdana Chmielnickiego I klasy
- Medal „Za obronę Moskwy”
- Medal „Za zdobycie Berlina”
- Medal „Za wyzwolenie Pragi”
- Medal „Za zwycięstwo nad Niemcami w Wielkiej Wojnie Ojczyźnianej 1941–1945”
- Medal jubileuszowy „XX lat Robotniczo-Chłopskiej Armii Czerwonej”
- Medal jubileuszowy „30 lat Armii Radzieckiej i Floty”
- Medal „W upamiętnieniu 800-lecia Moskwy”
- Czechosłowacki Wojskowy Order Lwa Białego „Za zwycięstwo” II klasy (CSSR)
- Order Lwa Białego I klasy (CSSR)
- Krzyż Wojenny Czechosłowacki 1939 – dwukrotnie (CSSR)
- Krzyż Kawalerski Orderu Wojennego Virtuti Militari (Polska)
- Order Krzyża Grunwaldu III klasy (Polska)
- Medal za Odrę, Nysę, Bałtyk (Polska)
- Medal Zwycięstwa i Wolności 1945 (Polska)